# Patrick James Dunn
Patrick James Dunn (Londra, 6 febbraio 1950) è un vescovo cattolico neozelandese, dal 17 dicembre 2021 vescovo emerito di Auckland.

## Biografia
Patrick James Dunn è nato a Muswell Hill, un sobborgo di Londra, il 6 febbraio 1950 ed è il figlio maggiore del defunto H.P. ("Pat") Dunn, un importante ostetrico di Auckland, e di June, un'insegnante. I suoi genitori lo hanno notevolmente influenzato nel decidere di seguire la sua vocazione alla vita sacerdotale.

### Formazione e ministero sacerdotale
Ha studiato alla St Michael's School di Remuera, al Sacred Heart College di Auckland dal 1961 al 1967 e all'Università di Auckland nel 1968. Ha compiuto gli studi per il sacerdozio nel seminario gesuita "Santo Nome" di Christchurch dal 1969 al 1970 e nell'Holy Cross College di Mosgiel, un seminario gestito dai vincenziani, dal 1971 al 1976.
Il 24 aprile 1976 è stato ordinato presbitero per la diocesi di Auckland nella chiesa di San Michele a Remuera dal vescovo John Mackey. Ha quindi svolto attività pastorale con i Maori nel Mangere East e ha vissuto nel marae Te Unga Waka Marae a Epsom. In seguito ha prestato servizio a Takapuna, Pakuranga e Northcote, tre parrocchie nella periferia di Auckland. Dal 1986 al 1987 è stato direttore diocesano delle vocazioni. Nel 1988 è stato inviato in Australia per studi. Ha conseguito un Master of Divinity in teologia al Melbourne College of Divinity con una tesi intitolata "Il sacerdozio: un riesame della teologia cattolica romana del presbiterato". Nel 1992 è stato nominato assistente pastorale del vescovo di Auckland Denis George Browne.

### Ministero episcopale
Il 10 giugno 1994 papa Giovanni Paolo II lo ha nominato vescovo ausiliare di Auckland e titolare di Fessei. Ha ricevuto l'ordinazione episcopale il 25 luglio successivo nella cattedrale di San Patrizio ad Auckland dal vescovo di Auckland Denis George Browne, co-consacranti il cardinale Thomas Stafford Williams, arcivescovo metropolita di Wellington, e il vescovo titolare di Nigizubi John Rodgers.
Il 19 dicembre 1994 lo stesso papa Giovanni Paolo II lo ha nominato vescovo di Auckland. Ha preso possesso della diocesi il 29 marzo successivo.
Nel dicembre del 2011 ha compiuto la visita ad limina.
Nel 2015 ha espresso insoddisfazione per la versione inglese del Messale Romano in uso dal novembre del 2011. Dunn è rappresentante della Nuova Zelanda presso la Commissione internazionale sull'inglese nella liturgia (ICEL) dal 2013 all'inizio del 2020. Essa nel 1998 aveva prodotto una traduzione del Messale dopo 17 anni di lavoro. La Congregazione per il culto divino e la disciplina dei sacramenti aveva però respinto quella traduzione, formato un proprio comitato e prodotto la traduzione ora in uso. Dunn ha scritto che "era troppo spesso poco chiara e talvolta tendente all'incomprensibile, un'accurata traduzione inglese del latino, ma non un testo in volgare chiaro e bello". Ha proposto di intraprendere una nuova traduzione e ha suggerito che tutti i vescovi anglofoni dovessero essere coinvolti nei lavori. I vescovi della Nuova Zelanda inizialmente hanno sostenuto gli sforzi per stabilire diverse linee guida per la traduzione piuttosto che una nuova traduzione  e nel 2017 hanno accolto con favore l'istituzione di una commissione da parte di papa Francesco per rivedere gli standard seguiti nel respingere la traduzione del 1998. Dunn ha affermato che l'idea era di evitare regole che "impongono la sintassi latina sull'inglese contemporaneo".
Nel settembre del 2017 ha scritto un saggio sul rapporto tra la Chiesa e i cattolici LGBT. Ha detto che la comunicazione viene prima del giudizio e dell'istruzione: "Per Gesù spesso è venuta prima l'amicizia e poi la conversione. Tutti ascoltiamo più attentamente coloro che amiamo e quelli di cui godiamo la compagnia". Ha raccomandato l'opera del gesuita James Martin come guida, sostenendo il suo linguaggio inclusivo e la sua sensibilità. Ha scritto che un atteggiamento di rispetto richiede che la Chiesa chiami le persone con i termini che preferiscono piuttosto che "omosessuali" e ha definito l'uso della Santa Sede dell'espressione "oggettivamente disordinata" (riferito alla condotta sessuali degli omosessuali nel Catechismo della Chiesa cattolica) "inutilmente crudele".
In seno alla Conferenza dei vescovi cattolici della Nuova Zelanda ha ricoperto gli uffici di segretario generale dal settembre 2012 al 1º giugno 2016, presidente dal 1º giugno 2016 al 30 ottobre 2020 e delegato per l'Holy Cross Seminary e il Good Shepherd College.
Il 17 dicembre 2021 papa Francesco ha accolto la sua rinuncia al governo pastorale della diocesi.

## Genealogia episcopale e successione apostolica
La genealogia episcopale è:
- Cardinale Scipione Rebiba
- Cardinale Giulio Antonio Santori
- Cardinale Girolamo Bernerio, O.P.
- Arcivescovo Galeazzo Sanvitale
- Cardinale Ludovico Ludovisi
- Cardinale Luigi Caetani
- Cardinale Ulderico Carpegna
- Cardinale Paluzzo Paluzzi Altieri degli Albertoni
- Papa Benedetto XIII
- Papa Benedetto XIV
- Papa Clemente XIII
- Cardinale Marcantonio Colonna
- Cardinale Giacinto Sigismondo Gerdil, B.
- Cardinale Giulio Maria della Somaglia
- Cardinale Carlo Odescalchi, S.I.
- Cardinale Costantino Patrizi Naro
- Cardinale Serafino Vannutelli
- Cardinale Domenico Serafini, Cong. Subl. O.S.B.
- Cardinale Pietro Fumasoni Biondi
- Arcivescovo Filippo Bernardini
- Cardinale Norman Gilroy
- Cardinale Peter Thomas McKeefry
- Vescovo John Rodgers, S.M.
- Vescovo Denis George Browne
- Vescovo Patrick James Dunn

La successione apostolica è:
- Vescovo Michael Andrew Gielen (2020)